# Raoulia youngii
Raoulia youngii là một loài thực vật có hoa trong họ Cúc. Loài này được (Hook.f.) Beauverd miêu tả khoa học đầu tiên năm 1912.